# Греческая диаспора

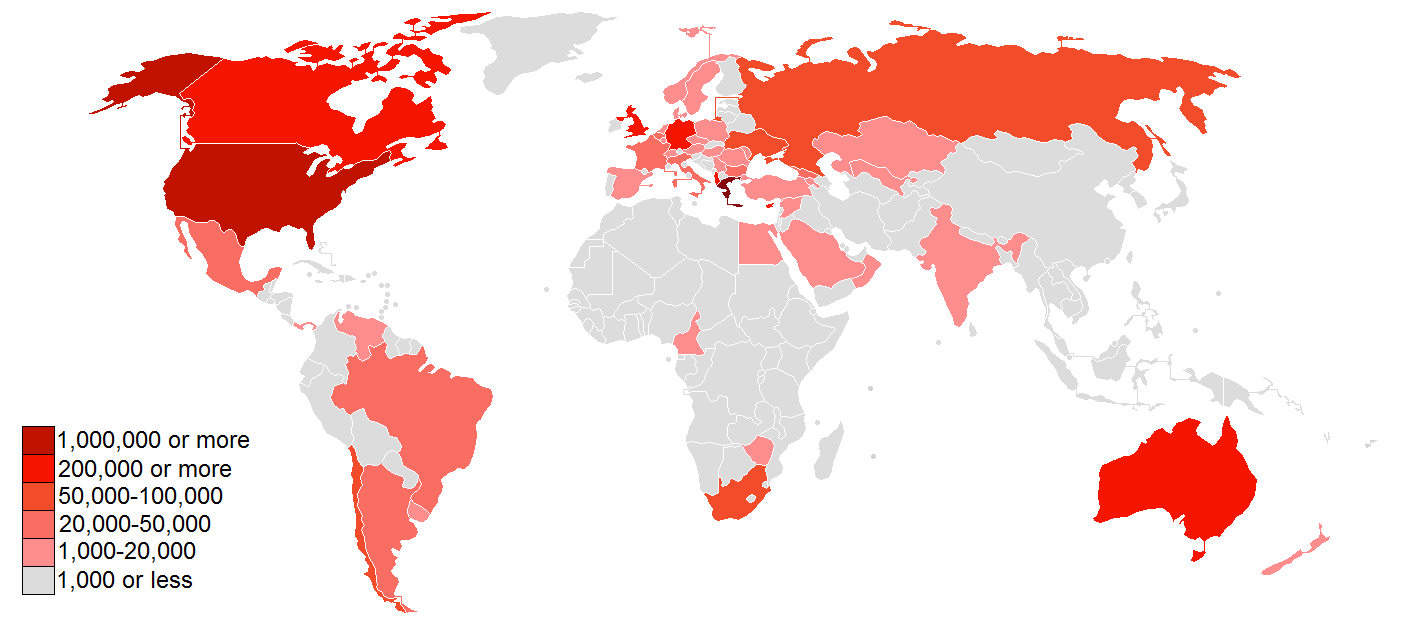
Крупнейшие греческие диаспоры по странам

Греческая диаспора (греч. Απόδημος Ελληνισμός) — одна из этнических диаспор мира. Общая численность — около 7—8 млн человек. Основные страны — США, Австралия, Украина, Россия, Великобритания, Германия.

## Античность

Греческая диаспора времён ранней античности.

Её формирование началось ещё в раннеантичный период между VIII—V вв. до н. э., когда происходила древнегреческая колонизация Средиземноморья и Причерноморья. В этот период за пределами Эгейского бассейна древние греки заселили небольшие торговые города-полисы (Ольвия, Массилия, Херсонес, Томы и др.), расположенные в морских бухтах и окружённые иноязычными народами. В результате завоеваний Александра Македонского произошла частичная эллинизация крупных городов империи, в том числе тех, которые основал сам Александр. Сильно возросла, к примеру, греческая диаспора Египта, просуществовавшая до середины XX века.
Общее число эллинов позволяло отнести их к одному из самых многочисленных народов-этносов Античности. В пределах Ойкумены (исследованного эллинами мира) более многочисленны были фракийцы, скифы и древние индийцы. Процентное соотношение к населению Земли, сложившееся в V веке до н. э., — каждый 10-й житель планеты был эллином. При этом уже в древнее время большинство эллинов жило за пределами собственно Греции (Сиракузы в Сицилии, Александрия в Египте, а также Византий, Эфес и Сарды в современной Турции, превосходили по населению любые собственно греческие города — Фивы, Афины, Коринф или Спарту).

## Средние века

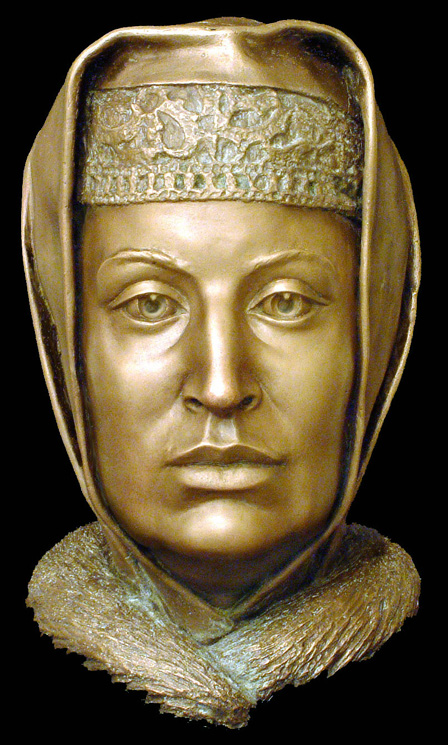
София Палеолог. Представительница ранней греческой диаспоры России

После 1204 года, когда крестоносцы захватили византийский Константинополь, греки впервые за долгие столетия вынуждены были столкнуться с западно-европейской цивилизацией, у которой проснулся интерес к классической античности. Хотя культура и религия Восточно-Римской империи существенно отличалась от Западной, сам факт политической преемственности, а также сохранение самоназвания (ромеи, Романия) побудили появившиеся на западе университеты (в первую очередь итальянские) нанимать туда греков для преподавания древнегреческого языка и прочих античных дисциплин. Последнее, впрочем, не мешало западноевропейским правителям практически полностью отстранить греков от участия в политической жизни самой Латинской империи. Многие греки, особенно молодёжь, были проданы венецианскими и генуэзскими купцами в рабство в качестве домашней прислуги в Италии, Франции, Каталонии и др.
В конце XIV — начале XV века, накануне окончательного краха Византийской империи под натиском турок-османов, некоторое количество образованных греков, в основном из древних знатных родов, успело покинуть страну в поисках убежища в других странах Европы, перебравшись в основном в Италию. Дочь последнего морейского деспота София Палеолог (1455—1503) вышла замуж за Ивана III, став великой княгиней московской. Её отцом был Фома Палеолог, он же брат последнего византийского императора.

## Новое время

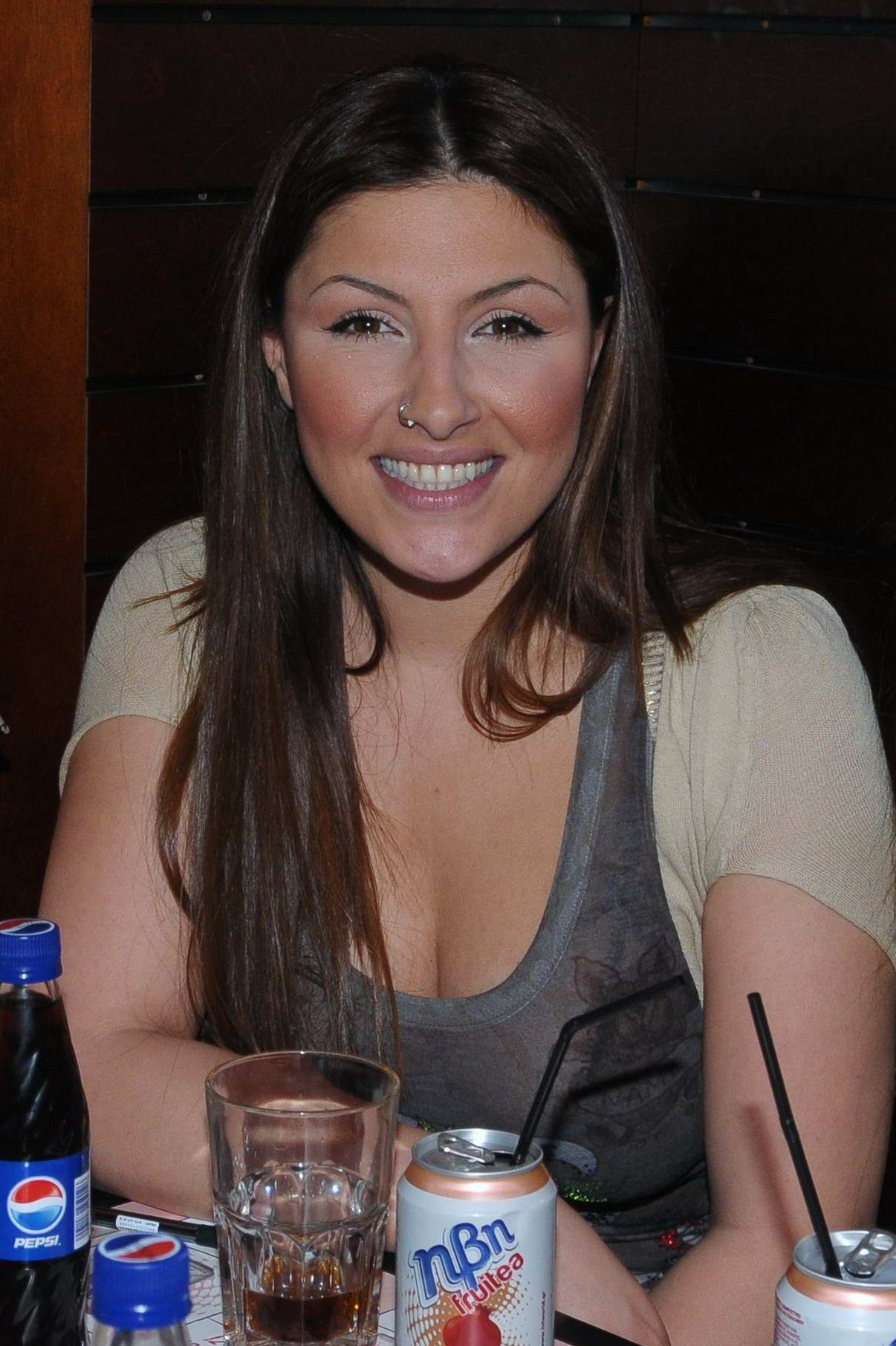
Елена Папаризу. Представительница греческой диаспоры Швеции

Греческие диаспоры, появившиеся в новое время, в основном состояли из вынужденных переселенцев, а также рабочих эмигрантов из простого люда (крестьяне, рыбаки), а потому они были гораздо более многочисленны. К примеру, преследования понтийских греков привели к их переселению в Россию. В конце XVIII века приазовские греки, которые прибыли из Крыма, заселили полосу украинских земель от Мариуполя до Донецка.
Кроме этого, резня в Смирне (1923) привела к эмиграции греков Турции в США, Канаду и Австралию. Последовавший за ней греко-турецкий обмен населением привёл к перенаселению городов Афины и Салоники, стимулируя дальнейшую эмиграцию на Запад. Также крайняя бедность населения самой Греции до середины XX века побуждала греков уезжать на заработки в Германию, Бельгию и другие страны Европы. Депортация причерноморских греков в среднюю Азию по указу Сталина привела к образованию греческой диаспоры в Казахстане. После получения Казахстаном независимости в начале 1990-х в Грецию выехало до 3/4 всех греков страны, среди которых преобладают понтийцы. 
Наблюдается постепенное сокращение диаспоры в других странах, что связано с некоторым улучшением экономической ситуации в самой Греции. Многие зарубежные греки и даже их потомки вернулись в страну в последние десятилетия; другие же ассимилировались, полностью или частично, в иноязычной среде.

## Замечание
Некогда многочисленные греки в Османской империи, равно как и греки других государств, образовавшихся в результате её распада в XIX—XX веках (Болгария), считаются не диаспорой, а ирридентой, так как они компактно проживали на этих землях на протяжении свыше 3 тыс. лет, но вынуждены были покинуть их по условиям обменов населения 1923 года.